# Розаско
Розаско (итал. Rosasco) је насеље у Италији у округу Павија, региону Ломбардија.
Према процени из 2011. у насељу је живело 547 становника. Насеље се налази на надморској висини од 115 м.

## Становништво
Према резултатима пописа становништва 2011. у општини је живело 638 становника.
| 1931. | 1936. | 1951. | 1961. | 1971. | 1981. | 1991. | 2001. | 2011. |
| ----- | ----- | ----- | ----- | ----- | ----- | ----- | ----- | ----- |
| 1.817 | 1.838 | 1.720 | 1.413 | 1.132 | 934   | 774   | 712   | 638   |